# Serge Bengono
Serge Bengono, född 3 augusti 1977, är en friidrottare från Kamerun. Han deltog vid olympiska sommarspelen 2000.